# Chaîne du Trou d'Eau
Chaîne du Trou d'Eau är en bergskedja i Haiti.   Den ligger i departementet Ouest, i den centrala delen av landet, 30 km nordost om huvudstaden Port-au-Prince.